# Little Brickhill
Little Brickhill è un villaggio e parrocchia civile dell'Inghilterra, appartenente alla contea del Buckinghamshire.